# A Fogueira das Vaidades
A Fogueira das Vaidades (em inglês:  The Bonfire of the Vanities), é um filme norte-americano de 1990 dirigido por Brian De Palma, com argumento de Michael Cristofer e baseado no livro de Tom Wolfe.
Para o crítico brasileiro Renzo Mora este filme integra um dos 25 piores de todos os tempos.

## Sinopse
Ao se encaminhar com sua amante para Manhattan, um magnata de Wall Street erra o caminho e acaba indo parar no Bronx. Um acidente e um jornalista que espera sua grande chance mudarão para sempre a vida do milionário.

## Elenco
- Tom Hanks .... Sherman McCoy
- Bruce Willis .... Peter Fallow
- Melanie Griffith .... Maria Ruskin
- Morgan Freeman .... juiz Leonard White
- Kim Cattrall .... Judy McCoy
- Saul Rubinek .... Jed Kramer
- John Hancock .... reverendo Bacon
- Kevin Dunn .... Tom Killian
- Clifton James .... Albert Fox
- Louis Giambalvo .... Ray Andruitti
- Kirsten Dunst .... Campbell McCoy
- F. Murray Abraham .... D.A. Abe Weiss

## Prêmios e indicações
- A Fogueira das Vaidades recebeu cinco indicações ao Framboesa de Ouro, nas categorias "Pior Filme", "Pior Diretor", "Pior Atriz" (Melanie Griffith), "Pior Atriz Coadjuvante" (Kim Cattrall) e "Pior Roteiro", mas não venceu em nenhuma delas.